# Tal Shaked
Tal Shaked (ur. 5 lutego 1978 w Albuquerque) – amerykański szachista, arcymistrz od 1997 roku.

## Kariera szachowa
Zaczął trenować szachy w wieku siedmiu lat. W 1992 zdobył tytuł mistrza Stanów Zjednoczonych w kategorii do 16 lat, a w 1995 – w kategorii do 20 lat. W ciągu pierwszych sześciu miesięcy 1997 zdobył cztery normy arcymistrzowskie na turniejach w Linares, Cannes, na Hawajach oraz w Żaganiu, gdzie zwyciężył w mistrzostwach świata juniorów do 20 lat oraz zajął I miejsce w cyklicznym turnieju First Saturday w Budapeszcie (edycja FS06 GM). Brał udział w dwóch turniejach o mistrzostwo świata FIDE systemem pucharowym. W obu odpadł w II rundzie: w 1997 w Groningen po zwycięstwie nad Ivánem Moroviciem Fernándezem został wyeliminowany przez Siergieja Rublewskiego, natomiast w 1999  w Las Vegas w I rundzie pokonał Vlastimila Babulę, ale w kolejnej przegrał z Kiriłem Georgiewem.
Po turnieju w Las Vegas postanowił skupić się na studiach informatycznych i przestał występować w turniejach szachowych. W 2004 ukończył studia na Uniwersytecie Stanu Waszyngton w Seattle. Obecnie pracuje w firmie Google.
Najwyższy ranking w karierze osiągnął 1 stycznia 1998, z wynikiem 2535 punktów zajmował wówczas 21. miejsce wśród szachistów Stanów Zjednoczonych.